# Gymnangium gracilicaule
Gymnangium gracilicaule är en nässeldjursart som först beskrevs av Jäderholm 1903.  Gymnangium gracilicaule ingår i släktet Gymnangium och familjen Aglaopheniidae. Inga underarter finns listade i Catalogue of Life.